# Fernando Ocáriz Braña
Fernando Ocáriz Braña (Paris, 27 de Outubro de 1944) é um sacerdote e teólogo católico espanhol, Prelado do Opus Dei desde 2017. Sucessor de Javier Echevarría (1932-2016) no governo do Opus Dei, é autor de vários livros e consultor da Congregação para a Doutrina da Fé desde 1986, e de outros dois organismos da Cúria Romana: a Congregação para o Clero (2003) e o Pontifício Conselho para a Promoção da Nova Evangelização (2011).

## Biografia
Nasceu em Paris no dia 27 de Outubro de 1944, como o caçula de oito filhos, em uma família de exilados republicanos espanhóis que se refugiou na capital francesa durante a Guerra Civil Espanhola (1936-39). Seu pai era veterinário militar.
Estudou Ciências Físicas na Universidade de Barcelona (1966). Posteriormente obteve a licenciatura em teologia pela Pontifícia Universidade Lateranense en Roma (1969) e o doutorado pela Universidade de Navarra na Espanha (1971). Durante sua juventude, enquanto estudava em Roma, conviveu com São Josemaria Escrivá, fundador do Opus Dei. Foi ordenado sacerdote em 15 de Agosto de 1971 e durante seus primeiros anos de sacerdócio dedicou-se especialmente à pastoral juvenil e universitária.
Foi assessor da Congregação para a Doutrina da Fé (1986) e membro da Academia Pontifícia de Teologia (1989), professor e co-fundador da recém-criada Pontifícia Universidade da Santa Cruz em Roma, onde dava aulas de Teologia Fundamental.
No dia 23 de Abril de 1994 foi nomeado Vigário-geral da Prelazia do Opus Dei, e no dia 9 de Dezembro de 2014 passou a ser Vigário-auxiliar, durante o governo de Mons. Javier Echevarría. Com o falecimento deste, o Papa Francisco nomeou Mons. Ocáriz Prelado do Opus Dei, confirmando a eleição realizada pelo 3o Congresso Eletivo da Prelatura, no qual participaram 194 fiéis da Prelatura. No dia 27 de Janeiro de 2017, Mons. Ocáriz tomou posse da sede da Igreja Prelatícia de Santa Maria da Paz, en Roma, assumindo publicamente o novo cargo na Prelatura da Santa Cruz e Opus Dei.
Publicou vários ensaios e livros sobre filosofia e teologia em diversos idiomas, especialmente na área de Filosofia da Historia e Cristologia.
Mons. Ocáriz já realizou diversas viagens pastorais ao exterior logo no seu primeiro ano de governo: Portugal, Brasil, Irlanda, Inglaterra, Suécia, França, Espanha.

## Livros e artigos publicados
- Amar con obras a Dios y a los hombres, Ediciones Palabra, 2015
- Naturaleza, gracia y gloria, Ediciones Universidad de Navarra (EUNSA), 2001
- God as Father, Scepter, 1998
- Delimitación del concepto de tolerancia y su relación con el principio de libertad, Scripta Theologica 27 (1995) 865-884
- El Beato Josemaría Escrivá de Balaguer y la teología, Scripta Theologica 26 (1994) 977-991; italiano: Il beato Josemaria Escrivá de Balaguer e la teologia, Romana 9 (1993) 264-274; Divinitas 38 (1994) 107-119
- The Mystery of Jesus Christ: a Christology and Soteriology textbook, Four Courts Press, Blackrock 1994 Entrada solemne del Prelado del Opus Dei a la Iglesia Santa María de la Paz al inicio de su mandato.
- Vocazione alla santità in Cristo e nella Chiesa, Ateneo Romano della Santa Croce. Santità e mondo. Atti del Convegno teologico di studio sugli insegnamenti del beato Josemaría Escrivá (Roma, 14-14 ottobre 1993) Citta del Vaticano, 1994, 27-42
- Dichiarazione Mysterium Ecclesiae, 24. 6. 1973: testo e commenti, Congregazione per la dottrina della fede, commenti F. Ocáriz, S. Nagy, Lib. Ed. Vat., Vaticano, 1993
- L'Opus Dei nella Chiesa: ecclesiologia, vocazione, secolarità; resp. P. Rodríguez, F. Ocáriz, J.L. Illanes, Casale Monferrato, 1993
- «La Revelación en Cristo y la consumación escatológica de la historia y del cosmos», en Izquierdo, C.; Alviar, J. J.; Balaguer, V.; González-Alió, J. L.; Pons, J. M.; Zumaquero, J. M. (Hrsg.), Dios en la palabra y en la historia. XIII Simposio Internacional de Teología de la Universidad de Navarra, Pamplona, 1993, 377-385
- La vocación al Opus Dei como vocación en la Iglesia, en El Opus Dei en la Iglesia: introducción eclesiológica a la vida y el apostolado del Opus Dei, Pedro Rodríguez, Fernando Ocáriz, José Luis Illanes, Rialp, Madrid, 1993, pp. 135-198
- Questioni di teologia fondamentale, Ateneo Romano della Santa Croce, Roma, 1993
- Questioni su tradizione e magistero, dispense ad uso degli studenti, Ateneo Romano della Santa Croce, Roma, 1993
- Vivir como hijos de Dios. Estudios sobre el Beato Josemaría Escrivá, Eunsa, Pamplona, 1993
- El Opus Dei en la Iglesia, Rialp, Madrid, 1993
- «Sul primato teologico della S. Scrittura secondo S. Tom. d'Aquino», en Storia del tomismo (fonti e riflessi), Atti del IX Congresso tomistico internazionale, Lib. Ed. Vat., Vaticano, 1992, S. 7-12
- Teologia Fondamentale I, Ateneo Romano della Santa Croce, Roma, 1992
- Il prelato dell'Opus Dei è vescovo: significato ecclesiale e teologico dell'ordinazione, Studi Cattolici 35 (1991), pp. 22-29
- Teologia Fondamentale (Prima Parte), Roma, 1991
- El misterio de Jesucristo. Lecciones de cristología y soteriología, EUNSA, Pamplona, 1991; 1993
- Tomás de Aquino, también hoy, resp. C. Fabro, F. Ocáriz, C. Vansteenkiste, A. Livi, Ed. Universidad de Navarra, 2ª ed.: Pamplona 1990
- «La competenza del Magistero della Chiesa in moribus», en Pontificio Istituto Giovanni Paolo II per Studi su Matrimonio e Famiglia Università Lateranense. Centro Accademico Romano della Santa Croce Università di Navarra, «Humanae Vitae» 20 Anni Dopo. Atti del II Congresso Internazionale di Teologia Morale (Roma, 9-12 novembre 1988), Milano, 1989, pp. 125-138
- La nota teologica dell'insegnamento dell'«Humanae vitae» sulla contraccezione, Anthropotes 4 (1988), pp. 25-44
- María y la Trinidad, Scripta Theologica 20 (1988) 771-798
- La mediazione materna (Riflesisone teologica sull'Enc. Redemptoris Mater), Romana, vol. III, núm. 5 (1987), pp. 311-319
- «La filiación divina, realidad central en la vida y en la enseñanza de Mons. Escrivá de Balaguer», en Mons. Escrivá de Balaguer y el Opus Dei: en el 50 aniversario de su fundación, ed.2: Pamplona, 1985, Scripta Theologica 13 (1981) 513-552
- «Partecipazione dell' essere e soprannaturale», en Essere e libertà, Studi in onore di Cornelio Fabro, Rimini, 1984, S. 141-154
- «Lo Spirito Santo e la libertà dei figli di Dio», en Atti del Congresso Internazionale di Pneumatologia, Lib. Ed. Vaticana (1982), pp. 1239-1251
- "La elevación sobrenatural como re-creación en Cristo", en AA. VV., Prospettive Teologiche Moderne, Libreria Editrice Vaticana, 1981, (Atti del'VIII Congresso Tomistico Internationale; Studi Tomistici, 13), 281-292 Mons. Fernando Ocáriz, prelado del Opus Dei
- El marxismo: teoría y prática de una revolución, ed. 5: Madrid 1980
- Volaire: Tratado sobre la tolerancia, Editorial Magisterio Español, 1979
- «Perspectivas para un desarrollo teologico de la participación sobrenatural y de su contenido esencialmente Trinitario», en Atti del Congresso Internazionale, n.º 3 Napoli, 1979, 183-193
- Amor a Dios, amor a los hombres, ed.4: Madrid, 1979
- Filiación divina, GranEncRialp X (1979) 116-118
- Il Marxismo: ideologia della rivoluzione, Ares, Milano, 1977
- Introducción al marxismo, Prensa española, EMESA, Barcelona, 1976
- «La Santísima Trinidad y el Misterio de muestra Deificacion...», Scripta Theologica, n.º 6 (1974), pp. 363-390
- Hijos de Dios en Cristo. Introducción a una teología de la participación sobrenatural, Pamplona, 1972
- Hijos de Dios en Cristo, Pamplona, 1969